# Lope Ximénez de Urrea y Bardaxí
Lope Ximénez de Urrea y Bardaxí  (Mesones de Isuela, 1405- 1475, Catania) fue un noble aragonés, IV vizconde de Rueda y VIII señor de Alcalatén.

## Orígenes familiares
Era hijo primogénito de Pedro Ximénez de Urrea, II vizconde de Rueda, hijo a su vez de Lope Ximenez de Urrea I vizconde de Rueda, y de su tercera esposa, María de Bardaxí, hija de Berenguer de Bardaxí, consejero del rey aragonés Martín I y uno de los principales juristas del Reino de Aragón. De este matrimonio Lope tendría una hermana, Beatriz que se casaría con Francesc Gilabert de Centelles, futuro Conde de Oliva. 
Tras la muerte temprana de su madre y la necesidad de alianzas políticas, su padre se volvió a casar con Teresa de Híjar, hija de Juan de Hijar el Orador, señor de Híjar, el 25 de junio de 1414 con quien tuvo a Pedro de Ximenez de Urrea, señor de Alcalatén, Morés, Almonacid de la Sierra, futuro virrey de Valencia desde 1460 hasta su muerte en el 1469. Contrajo matrimonio con Isabel de Mur, sobrina del arzobispo de Zaragoza Dalmau de Mur y camarera mayor de Juan II de Aragón, quien además será aya de su hija la infanta Juana de Aragón.
Aparte de los hijos que su padre tuvo con su madrastra Teresa, Lope contó también con un hermanastro de origen ilegítimo también llamado Pedro, quien se había dedicado a la carrera eclesiástica y llegó a ser arzobispo de Tarragona desde el 1445 hasta su muerte el 9 de septiembre de 1489, además de ser patriarca de Alejandría. Latassa también le adjudica una obra Relación de las inquietudes de Cataluña en tiempos del Rey D. Pedro 11 de Aragón.

### Los Urrea durante el Interregno, Compromiso de Caspe y la Revuelta del conde de Urgel
Tras la muerte de Martín I se abrió un periodo de crisis sucesoria, antes de morir el monarca había intentado situar al noble Jaime II de Urgel como heredero pero este se encontró con el rechazo frontal de las principales figuras políticas aragonesas como el Justicia de Aragón, Juan Jiménez Cerdán, el arzobispo de Zaragoza, García Fernández de Heredia, el gobernador de Aragón, el valenciano Gil Ruiz de Lihori o el que era considerado como el jurista de mayor prestigio en aquel momento, su abuelo Berenguer de Bardaxí. Su padre también formó parte de este frente opositor al conde de Urgel desde muy temprano junto con otros grandes ricoshombres como era Juan Martínez de Luna, señor de Illueca.
Su padre, Pedro Ximénez de Urrea, se consagró como cabeza militar en defensa de las pretensiones del de Antequera, llegando a entrar con tropas en Zaragoza en el 1411 tras el asesinato del arzobispo por parte del propio Antón de Luna, con quien se iniciaría una guerra abierta con especial crudeza en el norte del reino en torno a las tenencias del urgelista entre Almonacid de la Sierra y Loarre.  En diciembre de 1411 Pedro Ximénez de Urrea llegó a entrar con sus soldados en Huesca para defenderla aunque la elección de Fernando I el 28 de julio del año 1412, en la que Pedro fue uno de los comisionados para escuchar la decisión, pareció ser acatada por el de Urgel al principio ya a principios del 1413 se habían reiniciado las hostilidades, esta vez con el peligro añadido de la participación de mercenarios gascones e ingleses, lo que llevó a Pedro a proteger militarmente la ciudad de Zaragoza y a enfrentarse a los mercenarios junto con su cuñado Juan de Bardaxí en la Plana de Huesca junto a Alcolea, donde aislarían a los mercenarios y les obligarían a abandonar el reino. Tras la caída de Balaguer con el apresamiento del pretendiente y estando encerrado en Loarre Antón de Luna, el rey le ordenó tomar la fortaleza y tras la toma de esta en octubre del 1413  Antón de Luna tuvo que huir a Francia.

## Inicios y juventud

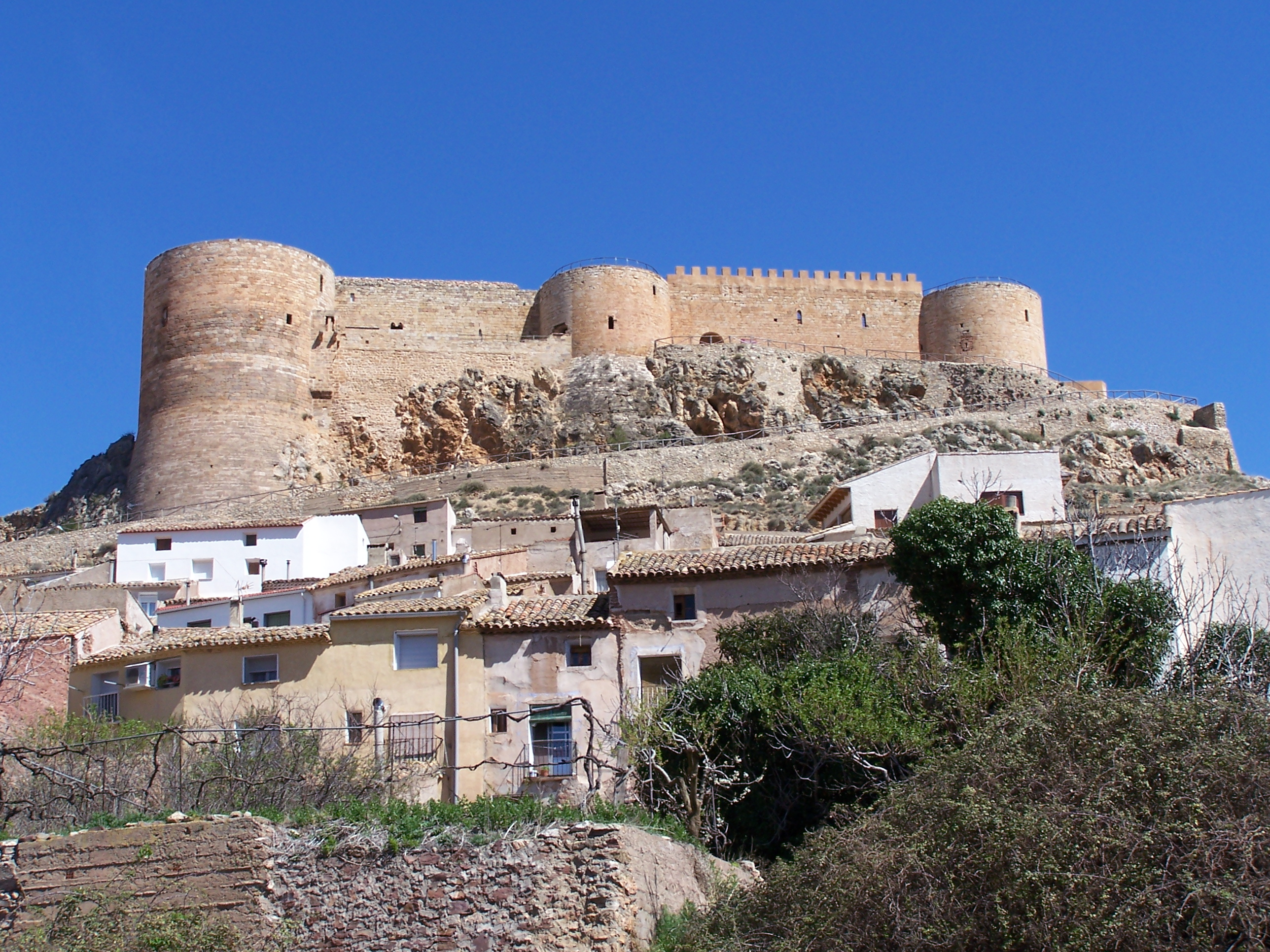
El castillo de Mesones de Isuela había sido originalmente de los Luna pero pasó a los Urrea por herencia, naciendo ahí el futuro virrey Lope Ximenez de Urrea.

Nació probablemente en el 1405 en la población de Mesones de Isuela, cuyo castillo había sido construido poco antes y que era el principal lugar de residencia de los Urrea en el siglo XV, su madre María de Bardaxí murió poco después, quedando huérfano a la muerte de su padre en el 1421, tras lo cual estuvo bajo la tutoría de su abuelo Berenguer de Bardaxí y de su tío-abuelo Ximeno de Urrea, señor de Séstrica y del procurador general nombrado por ambos, Juan de Mur.
En la herencia salió mal parado ya que mientras él heredó todos los territorios vinculados al vizcondado de Rueda y los ubicados en el reino de Aragón le pertenecían, la tenencia de Alcalatén y todos aquellos ubicados en el reino de Valencia eran para su hermanastro Pedro, quien se encontraba a su vez bajo la tutoria de su madre, Teresa de Híjar quien a su vez contaba con el apoyo de una red parentelar mucho más fuerte que la que podría tener Lope.
El futuro cronista Juan Lorenzo Merenzi y Aldaya describió así la situación familiar en su obra "Historia manuscrita de la Ilustre Casa y Familia de Ximénez de. Urrea":

Don Lope, que deste trataré primero, quedó de pocos años quando murió su padre y con no pequeños travaxos por quedar el estado muy empeñado por los gastos que havía hecho en tantas guerras, además que su hermano don Pedro quedó con tanta parte dél que hera ymposible sustentar su Casa y grandeza con la poca renta que le quedaba de la que a él le cupo. Ayudó a esto que su madrastra doña Teresa de Íxar procuraba más para sus hijos que para él y los tutores que administraban la hazienda lo hacían más a su salvo que al del pupilo.
Juan Lorenzo Merenzi y Aldaya

A pesar de la tensión alrededor de la herencia, parece que Lope se crio en la corte real, ya que con apenas quince años se encontraba en Sicilia, donde formó parte de la armada que bajo las órdenes de Fadrique de Luna atacó Djerba en 1424, aunque durante las intervenciones aragonesas en la política castellana debido a los Infantes de Aragón no parece ser que tuvo una participación destacable, si que se le ve gestionando sus feudos a través de procuradores nombrados por sus tutores legales, posiblemente debido a que no había tomado posesión de su herencia ya que no se le consideraba aun mayor de edad a pesar de tener ya veinte años. 

## Vida adulta

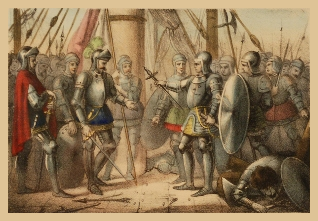
Rendición de Alfonso V de Aragón ante Giacomo Giustiniani tras la Batalla de Ponza, en la cual Lope también fue apresado.

No fue hasta el 1427 cuando usa un procurador general elegido por él mismo, algo que usaría hasta para la asistencia a Cortes, como lo fue el 12 de noviembre de 1429, cuando durante las Cortes de Valderrobles fue su procurador, Pedro Gilbert, quien recibió poder junto a los otros siete miembros del estado de los ricohombres; Fadrique de Luna, de la casa real, Juan Martínez de Luna, señor de Illueca, Juan Fernández de Híjar, padre de su madrastra, Juan de Luna, cabeza del bando contrario a su familia, Jimeno de Urrea, su tío, Guillén Ramón de Moncada y el conde de Ribagorza, hermano del rey.
Participó como cabeza de su dinastía en la segunda expedición de Alfonso V en Nápoles, siendo capturado junto con otros muchos nobles, entre ellos el rey aragonés, tras el desastre de la batalla de Ponza, siendo uno de los prisioneros de mayor posición social y por lo tanto más valiosos. Merenzi narró su captura como la de un héroe de guerra, posiblemente debido a que su obra era una crónica para enaltecer su linaje:

Hizo en esta vatalla don Lope grandiosos hechos peleando con tanto esfuerzo y ánimo que sin temor de la artillería contraria ni de la muchedumbre de saetas que tiraban yrió y mató a muchos y saltando en una galera de los enemigos fue herido en una pierna de una saeta de modo que no pudiendo exercitalla fue preso en ella y llevado con otros prisioneros a Génoba de donde salió quando su rey libre volbió a la conquista de Nápoles, habiéndose él rescatado primero de su misma hazienda ayudando al rescate sus vasallos así pecheros como clérigos y hidalgos, que como comúnmente hera de todos amado, todos quisieron ayudalle con sus haziendas
Juan Lorenzo Merenzi y Aldaya

Tras su captura fue llevado a Génova junto con otros prisioneros valiosos y alojado en distintos castillos, su liberación fue realizada tras el pago de setenta mil ducados de oro por todos los prisioneros, entre los cual fue elegido junto con Fortuño de Heredia, comendador de la orden del Hospital, y Juan de Moncayo, futuro gobernador de Aragón, para repartir la cantidad de los rescates según orden de importancia y encontrarse ya en el 1436 junto al rey aragonés en la toma de Gaeta. 
La guerra se alargó principalmente debido a las sucesivas revueltas pro angevinas organizadas por un noble napolitano, Antonio Caldora, quien junto a su padre Jacobo Caldora luchó contra los aragoneses hasta someterse tras la derrota en la batalla de Sessano, donde Lope destacó por la intervención decisiva del escuadrón de jinetes que lideraba en el momento adecuado para finalmente en el asedio de Nápoles ser el primer hombre armado en entrar por una brecha en los muros.
Aunque pasó gran parte de su vida en los territorios ultramarinos de la Corona de Aragón tampoco desatendió sus territorios insulares, nombrando varios procuradores como hizo en el 1439, cuando arrendó a Jaime Vidal, ciudadano de Zaragoza, las rentas señoriales de Jarque por 4.500 sueldos anuales durante tres años, a través de su procurador Francisco Muñoz, al que había nombrado en Gaeta en 1436, aunque años después en el 1451 nombraría en Palermo como procurador general al que también lo sería de su heredero, el escudero Ochoa de Ortubia. 
También realizó dos importantes expansiones de su patrimonio en la península, ambas en el reino de Aragón, siendo la primera obtenida tras la donación regia en el 1437 de la baronía de Trasmoz, que también incluía la población de la Mata de Castilviejo junto con unos derechos en Lituénigo y San Martín, que previamente había pertenecido a Fadrique de Luna pero que había sido confiscada por su traición en la guerra con el reino de Castilla y que el rey le concedió probablemente como compensación por el rescate pagado tras la batalla de Ponza. Posteriormente en el 1455 realizó la compra de la población de Salillas de Jalón al monasterio de Veruela por 55.000 sueldos, ampliando así sus bienes en el bajo Jalón.
Como miembro de la alta nobleza y cercano al rey, fue elegido por las cortes en varias ocasiones para tratar asuntos importantes, como fue en los años 1441 y 1448, cuando se discutió sobre varios aspectos de la posición de Justicia de Aragón, o en el 1452 cuando fue uno de los diez ricoshombres con poder suficiente para guerrear con Castilla.  A la importancia que tenía por la posiciones en las que se le colocó por elección de los nobles, se tiene que añadir el hecho de que estos mismos ya entendían en el momento de su elección que iba a ser representado por sus procuradores generales al estar en Sicilia, resaltando más aún el poder que debía de ejercer si aun en estas condiciones lo veían lo suficientemente importante como para elegirlo con esa frecuencia. 
El porque de esta importancia no se debía solo a la cercanía a la esfera real, su posición como virrey o al tamaño de sus propiedades, sino más bien a su situación fronteriza que le concedía ciertas prerrogativas para firmar paces como la confirmada por las cortes de 1449 y que fue firmada con el conde de Medinaceli, también fronterizo.

### Mediador entre Juan II y Carlos, príncipe de Viana
Tras su relevo como virrey de Sicilia por Juan de Moncayo en el 1459 llegó a las costas de Salou el 17 de agosto de ese mismo año, cuando el aún príncipe le ordenó junto a Bernardo de Requesens, Pedro Adoletti, su confesor y Pedro de Sada, su vicecanciller, dar aviso de su llegada a su padre.
Junto con Bernardo de Requesens logró, a pesar de las reticencias y dilaciones reales, un acuerdo que fue proclamado el 26 de enero del 1460 en Barcelona pero que se rompió poco después durante las cortes aragonesas llevadas a cabo en Fraga en septiembre de ese mismo año, donde el rey se negó a permitir que su hijo primogénito fuera jurado como heredero y que siguió con la orden de arresto del mismo, que se encontraba en Lérida esperando a ser llamado para la jura, el 2 de diciembre.
En este contexto el vizconde de Rueda, que había sido elegido como uno de los ricoshombres destinados a resolver estos conflictos, se vio una vez más como intermediario entre ambos debido al deseo de las cortes de la resolución del conflicto, aunque esta vez el vizconde actúa de una forma mucho más neutral, defendiendo los intereses del rey frente al Principado de Cataluña que se encontraba a punto de sublevarse y que se refuerza cuando el propio Zurita no lo incluye dentro de los principales defensores de Carlos de Viana, donde sí incluye a su tío Ximeno de Urrea, vizconde de Biota. 
Parece ser que el vizconde prefirió no tomar partido de forma definitiva, aunque llegó a formar parte del consejo privado de la reina Juana Enríquez, donde intercedía a favor de los intereses catalanes pero también defendía ciertos intereses regios y que al final terminaron cuajando en la Concordia de Villafranca, una frágil tregua que se rompería definitivamente a la muerte del príncipe el 23 de septiembre de 1461.

### Guerra civil en Cataluña
La estrategia del vizconde de mantenerse neutral pero ligeramente alineado con la corona resultó en que a la muerte del hasta entonces supuesto heredero, ganase mayor peso político. El heredero y futuro Fernando II fue jurado como heredero en las cortes de Calatayud el 7 de octubre, cortes en las cuales al inicio estuvieron presentes pocos noble pero uno de ellos era Lope Ximenez de Urrea, el vizconde de Rueda, quien además representa a varios nobles de casas de gran peso en el reino de Aragón como los Alagón, Híjar, Castro y Castro-Pinós. Esta representación de estas casas de las cuales dos de sus cabezas, Juan de  Híjar y Felipe de Castro, habían sido valedores del príncipe de Viana que junto con su aparición de nuevo como miembro del consejo de la reina Juana en marzo de 1462, momento de la sublevación de las remensas, demuestran que su posición neutral al inicio le había permitido aumentar su poder político considerablemente.
Militarmente no se involucró más allá de vigilar las fronteras, como en el 1464 durante el cerco de Lérida y que recoge Zurita:

Y haciéndose fuerte Pedro de Deça en el paso de la puente que era muy angosto, y no le pudiendo romper sin gran peligro, un caballero de la casa del visorrey don Lope Ximénez de Urrea que se decía Thomás Cornel, poniendo su lanza en el ristre arremetió contra los enemigos y pasó de la otra parte de la puente, y siguióle toda la caballería
Jerónimo Zurita

Por lo general el vizconde se movió en el entorno del consejo real, sobre todo por Zaragoza donde se encontraba gestionando y administrando las ayudas del rey de Francia a cambio de los condados del Rosellón y de la Cerdaña o las imposiciones de las cortes de Calatayud al rey, dejando las actuaciones militares a sus dos hermanastros. Es es esta época cuando comienza a residir en su señorío junto a su esposa Catalina y su heredero Lope, quienes habían regresado con él desde Sicilia, con más regularidad. 

## Conflictos familiares

### Durante la minoría de su hermano Pedro
Debido a la partición realizada por su padre tras su segundo matrimonio con su madrastra, Teresa de Híjar, Lope no tuvo acceso al patrimonio valenciano que su padre había poseído ya que según las capitulaciones matrimoniales su hermano Pedro debía de heredar los dominios valencianos, entre ellos el señorío de Morés, el cual su padre le había legado a Lope expresamente en su testamento en el 1421 pero que tras la muerte de este fue reclamado por Teresa de Híjar. 
Su madrastra reclamaba que los dominios valencianos que había heredado su hijo tenían unas cargas de intereses importantes, aduciendo que estos intereses derivaban del préstamo usado por su difunto marido para la compra del vizcondado de Rueda que en cambio había sido heredado por su hijastro, el primogénito. Ante esta situación se debió de dirigir a la reina María, quien ya ejercía como regente en el 1423 debido a que su marido se encontraba realizando la primera expedición en Nápoles, solicitando alguna merced o ayuda, que llegó en ese mismo año con la forma del permiso de cobrar sisas durante cinco años durante la tenencia de Alcalatén para poder pagar los censos. A pesar de esto la situación debió de empeorar ya que en el 1427 presentó ante el gobernador de Valencia una carta de Alfonso V del 1425 donde se reconocía que en la tenencia de Alcalatén se aplicaban los usos y fueros del reino de Aragón y por lo tanto no podía embargar sus bienes para el saldo de deudas.
Ante esta situación de insolvencia ruinosa la justicia aragonesa le dio la razón ya que nueve años después aún aparece como tutora de su hijo Pedro en las cortes de ese año, donde también se le reconocen además de la tenencia de Alcalatén, los señoríos de Mislata y Benilloba. Esta situación tan precaria podría explicar los movimientos de su madre para intentar obtener el mayor patrimonio paterno posible ante la posibilidad de no poder asumir las deudas heredadas, algo que finalmente ocurrió en el 1439, cuando las deudas de la tenencia ascendían a más de 8.000 libras por lo que se reclutó un ejército de más de un millar de hombres para que las tropas reales la ocupasen en nombre de la corona, que a su vez generó una revuelta de los vasallos, quienes se resistieron a la entrada de las tropas del lugarteniente valenciano.

### Tras la mayoría de edad de Pedro
A partir del 1440 Pedro de Urrea ya actuaba en nombre propio, lo que desembocó en una escalada de tensiones con su hermanastro por el patrimonio paterno. El conflicto se resolvería finalmente en el 1455, a través de una concordia tras un pleito judicial en el cual Pedro recibía el señorío de Morés y el de Almonacid de la sierra a cambio de que renunciase a las hipotecas sobre las universidades de cristianos de Épila y de Rueda y la aljama de moros de Rueda mencionadas en la dote de su madre. Posteriormente tras su muerte en el 1469 sin hijos legítimos, a pesar de estar casado con Isabel de Mur, su patrimonio al completo volvió a integrarse dentro del vizcondado.

## Virrey de Sicilia y de Nápoles
El noble aragonés ejerció como virrey del reino de Sicilia durante veinticuatro años divididos en dos periodos en los que destacó por estar casi siempre en constante movimiento, al inicio entre Nápoles y la isla siciliana debido a la necesidad excepcional de que el rey Alfonso V tuviera a alguien de confianza al lado de su hijo Ferrante, a quien estaba preparando para asumir el reino una vez muriera, mientras que en el periodo posterior su movimiento se limitó a lo diplomático, acordando treguas con beyes tunecinos y armando las flotas para proteger la isla del avance turco. 
Otro aspecto que el virrey mantuvo a lo largo de su mandato fue el interés en organizar los archivos sicilianos mediante la copia de los registros notariales en manos de los particulares y la solicitud al rey de Nápoles de los «registri della Sicilia» emanados de la cancillería real durante el reinado de Alfonso V

### Virrey puntual de Nápoles

Escudo del Reino de Sicilia, formado por el escudo de Aragón y el águila de sable de los Hohenstaufen.

A menudo se ha considerado que Lope fue elegido como virrey de Sicilia desde el 1445 pero ya en el siglo XIX el religioso italiano Giovanni Evangelista di Blasi, principal estudioso del virreinato aragonés, lo puso en duda tras un estudio de los documentos, ya que en el 1443 durante la guerra de Nápoles el rey Alfonso V nombró como virrey de Sicilia a uno de los principales miembros de la casa de Urrea, a Ximeno de Urrea, señor de Sestrica, hermano del I vizconde de Rueda, para después de terminar la guerra dos años después mandarlo de vuelta a Aragón, donde se convertiría en la cabeza del bando en los asuntos aragoneses, y nombrar a su sobrino nieto como nuevo virrey.
Otro aspecto fue la extensión de poder que llegó a tener como virrey, ya que uno de los principales elementos que hacían brillar su biografía eran que fue virrey de Sicilia y de Nápoles, pero esto se debía a que durante las obligadas ausencias del rey aragonés en Nápoles para atender los asuntos peninsulares debía dejar a alguien de su confianza supervisando el terreno aun recientemente conquistado, el cual estaba en proceso de legar a su hijo ilegítimo Ferrante, por lo que se limitaba a ampliar los poderes del virrey siciliano, Lope. Se sabe que esta situación ocurrió al menos dos veces, una de ellas fue el 2 de septiembre de 1453 cuando el rey lo había nombrado virrey y lugarteniente general de Nápoles, le ordena prender a Galeazo Pandón, hijo del conde de Venafra, mientras que la segunda está recogida por Di Blasi quien la ubica en el 1458. 
Por lo tanto a pesar de que su actuación puntual como Virrey de Nápoles era debido a la aun insegura situación del recién conquistado reino y la necesidad regia de una persona de confianza en caso de no estar el rey en Nápoles, la posibilidad de actuar en Nápoles ya estaba regulada en el propio nombramiento como virrey de Sicilia, donde se le permite ausentarse hasta medio año si es requerido en Nápoles, pudiendo nombrar un presidente para ejercer el cargo durante su ausencia. Esto sucedió varias veces, ya que a través de los documentos ubicados en el Archivo Ducal de Híjar se puede trazar los distintos nombramientos de estos presidentes y sus ceses, lo que permite saber que de los catorce años que fue virrey de Sicilia entre el 1445 y el 1459, durante seis estuvo representado por un sustituto. La mayor ausencia, de tres años en la que fue representado por Simón de Bolognia, Arzobispo de Palermo, fue debido a la necesidad de estar en Nápoles debido a la guerra entre el futuro Fernando I de Nápoles y Florencia, que terminaría en una paz general para toda Italia en el 1455. 

### Virrey de Sicilia entre 1445 y 1459
Como representante del rey en el territorio siciliano era el encargado de la apertura de cortes, que a través de los escritos de Di Blasi podemos saber que al menos convocó cuatro:  1446, 1451, 1452 y 1456. En las tres primeras la razón de su convocatoria era para aportar dinero a Alfonso V para financiar las costosas campañas militares en Italia, mientras que la última fue para aportar dinero para la construcción de cuatro galeras destinadas a la protección de la isla de los turcos.
Como virrey también era el encargado de mantener el orden, como en el 1450 cuando en Palermo se desató una revuelta debido a una importante hambruna y que encontró al virrey en Mesina, donde hubo de armar una fuerza para poner orden en la ciudad, o en la sublevación de los campesinos del conde de Módica,  Juan Bernardo de Cabrera, a quien acusaban de tirano y que tras el proceso incoado por el virrey fue nombrado culpable y obligado a pagar 60.000 escudos como multa, para lo que tuvo que vender parte de su patrimonio.
Como virrey también tenía que gestionar las luchas banderizas entre las facciones nobiliarias en la isla, como tuvo que hacer en el 1455 en la villa de Sciacca entre los Perollo, un linaje siciliano de origen normando, y los Luna que aunque eran una familia de origen aragonés, la rama cadete involucrada llevaba asentada en Sicilia desde hace tiempo y ostentaban el título de condes de Caltabellota. El conocido como "Caso Sciacca" se desató durante la procesión de la Santa Espina, donde el entonces conde, Antonio de Luna y Peralta fue acuchillado por Pietro Perollo, quien lo dio por muerto y huyó.  A pesar de los intentos del Urrea de calmar los ánimos e impartir justicia, el conde aunque malherido sobrevivió y una vez recuperado sus intenciones de venganza eran claras, su actuación al margen de la justicia fue ejemplar, atacó la casa solar de los Perollo y al no encontrar ahí a su atacante, mató a todos los familiares y sirvientes que se encontraban ahí para posteriormente incendiar la casa y escapar de la isla.
Otro de los eventos reseñables durante su virreinato fue la fundación de la Universidad de Catania el 30 de agosto de 1445, que a pesar de haber sido fundada mediante bula papal el año anterior durante el virreinato de su tío abuelo Ximeno de Urrea se encontraba en peligro de no ser llevada a cabo por el mal estado de salud del pontífice, la presura del virrey surgió efecto y a finales del mismo año ya se impartían clases de teología, derecho civil, canónico y feudal, instituciones romanas, medicina, cirugía, filosofía, lógica, matemáticas y artes liberales. También contribuyó a la financiación de la escuela grecolatina de Messina, donde Andrónico Galesiotes, un copista griego parte de la diáspora generada tras la conquista de Constantinopla por el Imperio Otomano, que impartió clases de griego en esa ciudad a partir de 1464. Este interés por las lenguas clásicas, tan común entre las élites humanísticas y sobre todo en la corte del rey aragonés se ve resaltada aún más en la traducción latina de un discurso del orador griego Isócrates que su autor, Lorenzo Lippi da Colle, quien a su vez era discípulo de Marsilio Ficino, le dedicó al virrey y del que en la actualidad se conserva en un manuscrito de la biblioteca de El Escorial.
El final de su primer periodo como virrey de la isla se dio poco después de la muerte de Alfonso V y el posterior ascenso de su hermano Juan II al trono de la Corona de Aragón, cuando el Príncipe de Viana, Carlos, que se encontraba en Nápoles tras la muerte de su tío, hubo de abandonar el reino tras el ascenso de su primo, llegando a virreinato de Lope en julio de 1458. Lope lo recibió como el ahora heredero de su nuevo rey pero también con el cuidado ya que pocos años antes la tensión entre padre e hijo por la herencia del último había estallado, desembocando en la batalla de Aibar y en su aún tensa tregua, en la que participó Pedro, hermanastro de Lope. En principio la confirmación como virrey por parte de Juan II llegó poco después del recibimiento con honores como heredero que le hizo Lope pero al año siguiente llegó a la isla Juan de Moncayo, gobernador de Aragón, con la orden de relevar al Urrea, quien en cambio debía de volver a la península junto con el heredero para intentar llegar a un acuerdo de paz definitivo.

### Segundo periodo como virrey entre el 1465 y el 1475
Desaparecido el principal motivo que probablemente causaron su relevo como virrey de Sicilia en el 1459 como era la desconfianza de Juan II ante la posibilidad de que Carlos de Viana se afianzase en Sicilia con Lope como valedor y la toma de dimensión internacional de la guerra civil catalana, hizo que el ya anciano de sesenta años fuese nombrado de nuevo como virrey de la isla, aunque esta vez en vez de ir a través de mar lo hizo por tierra. El viaje lo inició en marzo del 1465 cruzando por Francia y el Piamonte, donde fue honrado por el duque de Milán, Francisco I Sforza, pasando luego por Roma donde dirigió una embajada especial ante el recién elegido papa, Paulo II para posteriormente pasar al reino de Nápoles, donde medió ante el rey Fernando I a favor de Juan Torrellas, quien se había hecho fuerte en el castillo de Ischia y que defendía los derechos al trono de Nápoles del hijo de René de Anjou, Juan. La mediación dio frutos y Torrellas rindió el castillo el 15 de julio, por lo que a mediados de verano aún se encontraba en Nápoles para encontrarse en diciembre ya en Sicilia.
El interés del monarca por la complicada política italiana se debía al avance turco por el sur europeo, que tras la caída de Constantinopla en el 1455 y el fracaso de Belgrado en el 1456 continuó por la Grecia continental como con la conquista del ducado de Tebas, último estado cristiano de la Grecia continental, y el de Bosnia en el 1463.
En este contexto de peligro frente a la amenaza turca el virrey buscó mantener buenas relaciones con los tunecinos a pesar de sus incursiones a la isla de Gerba en su juventud. El principal peligro para la isla en ese momento eran los propios otomanos por lo que una buena relación con ellos era importante para evitar su alineamiento con los otomanos, razón de ello es que lo primero que hiciera el virrey tras tomar posesión de la isla en diciembre del 1465 fuera mandar una embajada, de la cual no tenemos conocimiento de su contenido. De la que si tenemos conocimiento es de la que mandó el rey napolitano Fernando I en el 1470 para negociar una paz duradera a la que le ofreció al virrey siciliano unirse, algo que aceptó y que posteriormente el rey aragonés aprobó pero que no fructificó, lo volvió a intentar el virrey siciliano dos años después a través de una embajada portuguesa que consiguió una tregua de dos años. Pasados los dos años, en el 1475, el último acto del virrey antes de morir fue pedir al tesorero del reino, Guillermo Peralta, mandar una carta al Bey solicitando una ampliación de la tregua.
Otro de los elementos de los que se encargó durante su segundo virreinato fue de los problemas internos de la isla, convocando al primer parlamento general en el 1466 para tratar las guerras civiles de Cataluña que tras la muerte de Pedro de Portugal se habían agravado al haberse ofrecido la corona de Aragón a René de Anjou. El siguiente parlamento general en ser convocado fue en el 1472 en Palermo, donde los sicilianos acordaron dar al rey cincuenta mil sueldos para cubrir sus gastos militares, todo esto después de que en el 1467 enviara a un comisario de confianza para obtener el dinero de las arcas de la isla para el mismo fin. 
El último parlamento general que convocó antes de morir fue el del 1474, en el que debido a las bodas de su hijo Fernando con Isabel de Castilla, Juan II había cedido el reino siciliano a él, quien al intentar acceder a las rentas del reino hubo de ser jurado primero como soberano.
El principal conflicto intestino del que se tuvo que encargar el virrey fue la rebelión en el 1470 del noble corso pero de origen aragonés Leonardo de Alagón con quien intentó resolver el conflicto de forma diplomática debida a su ya avanzada edad, aunque no descartaba la intervención militar, aunque el conflicto terminaría siendo resuelto por el virrey de Cerdeña, Nicolás Carroz de Arbórea, tras la batalla de Macomer.

### Violencia antisemita durante sus virreinatos
Otro de los aspectos por los que destacó su virreinato fue por la violencia antisemita que tuvo que controlar, aunque previamente ya habían ocurrido varios casos aislados de violencia como la orden de demolición de la sinagoga de la población de Taormina, obtenida por los dominicos del papa en el 1455 o el pogromo de Mesina del 1468 en el cual cuatrocientos judíos fueron asesinados tras el cierre del gueto durante una peste, el episodio de mayor violencia fue tras la procesión de la Asunción de la Virgen en Módica en el año 1474, cuando según Di Blasi, los cristianos asaltaron el gueto de la ciudad y asesinaron a seiscientos judíos. A pesar de que el virrey ahorcó a seis de los instigadores la violencia se extendió a la ciudad de Noto, donde ocurrió lo mismo y donde murieron asesinados quinientas personas.

## Fallecimiento
En septiembre del 1475 cayó gravemente enfermo en Catania y falleció el día 12 del mismo mes. Las razones son desconocidas aunque el cronista familiar, Merenzi llegó a alegar casi ciento cincuenta años después que fue por priapismo causado por continencia.

Dizen que la causa de su muerte fue un priapismo causado de continenzia, teniendo a su muguer en España y que abisado de los médicos ymportaba no lo fuese tanto, respondió que no podía verse con su muguer y así que más quería morir casto que vivir violando su limpieza.
Juan Lorenzo Merenzi y Aldaya

Tras esto sus restos fueron depositados en la iglesia de los dominicos de Catania, hasta la repatriación el 27 de diciembre del 1487 de sus restos a Aragón, más específicamente a Épila, donde fue enterrado junto a su madre Beatriz y posteriormente su padre y abuelo.

## Sepulcro

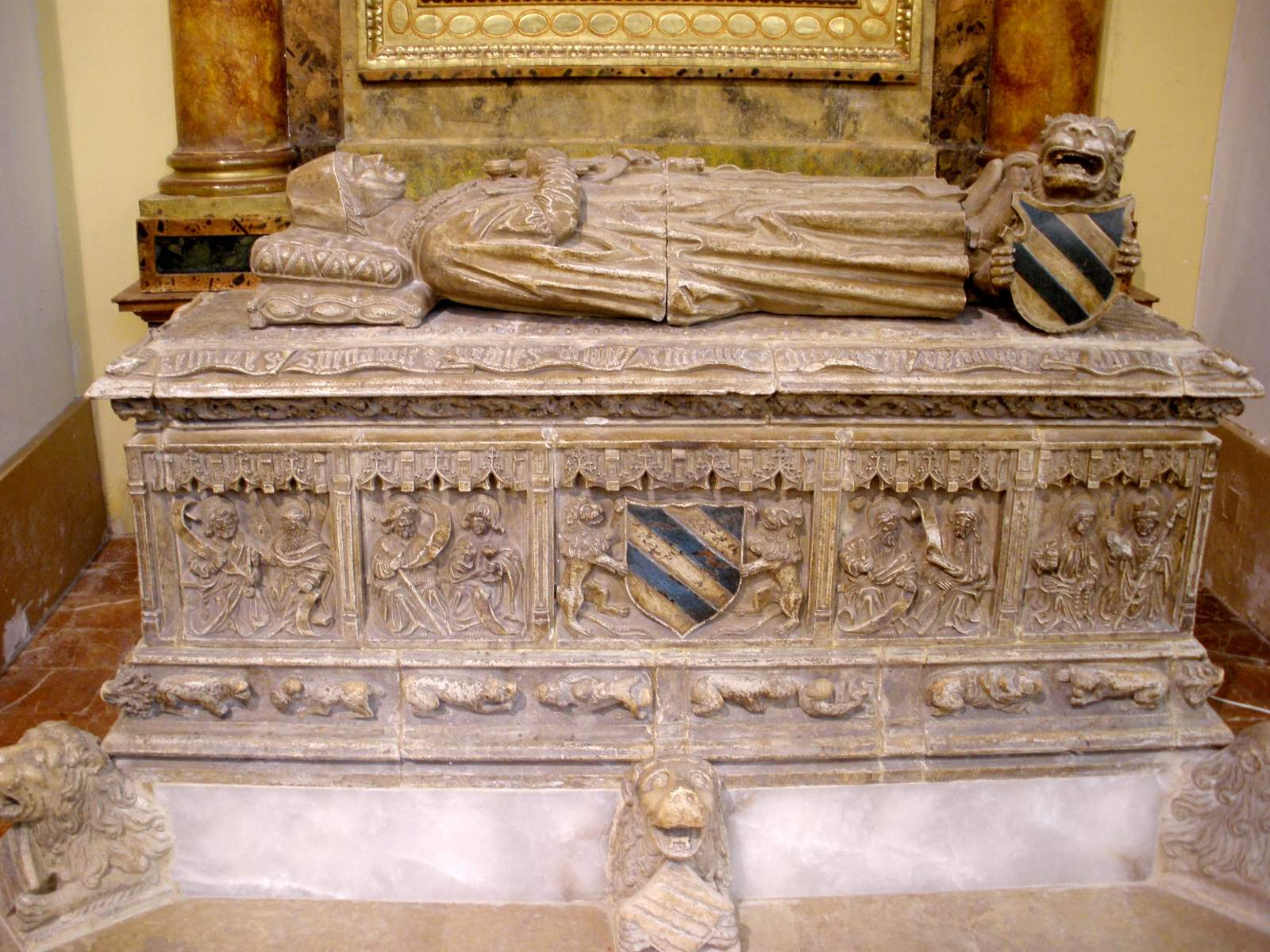
El sepulcro fue probablemente esculpido por el imaginero darocense Gil Morlanes El Viejo en el 1487, por encargo de Lope Ximenez de Urrea y Bardají, probablemente obedeciendo un mandato testamental materno

De acuerdo a los ideales de la Baja Edad Media expuestos por autores como Petrarca en sus Triunfos, en los que la fama de una persona podía vencer a la muerte, el proclamar la fama a través de los sepulcros se convirtió en una de las formas de alcanzar este fin y por lo tanto una de las intenciones del virrey era la de consagrar un lugar de entierro familiar en donde esta fama del linaje se pudiera hacer visible. 
Es por esto que el virrey se decidió a dejar en su testamento la construcción de una suntuosa tumba en la parroquia de Santa María de Épila, población preferida del linaje desde tiempos de su abuelo, Lope Ximenez de Urrea y Luna, quien la compró en el 1396 pero que tuvo que ser realizada bajo encargo de su hijo Lope al imaginero darocense Gil Morlanes El Viejo, quien probablemente la realizó, o al menos montó, en el 1487.
Tras su muerte y posterior entierro provisional en la catedral de Santa Ágata en Catania, sus restos fueron repatriados a Épila, donde según su testamento del 23 de noviembre de 1464 había mandado construir una capilla en advocación a San Miguel y los ángeles por valor de quince mil sueldos, habiendo sido terminada el 16 de agosto del 1477, cuando su viuda la dota de dieciocho mil sueldos junto con otra capellanía.

### Intervenciones del IX y X condes de Aranda

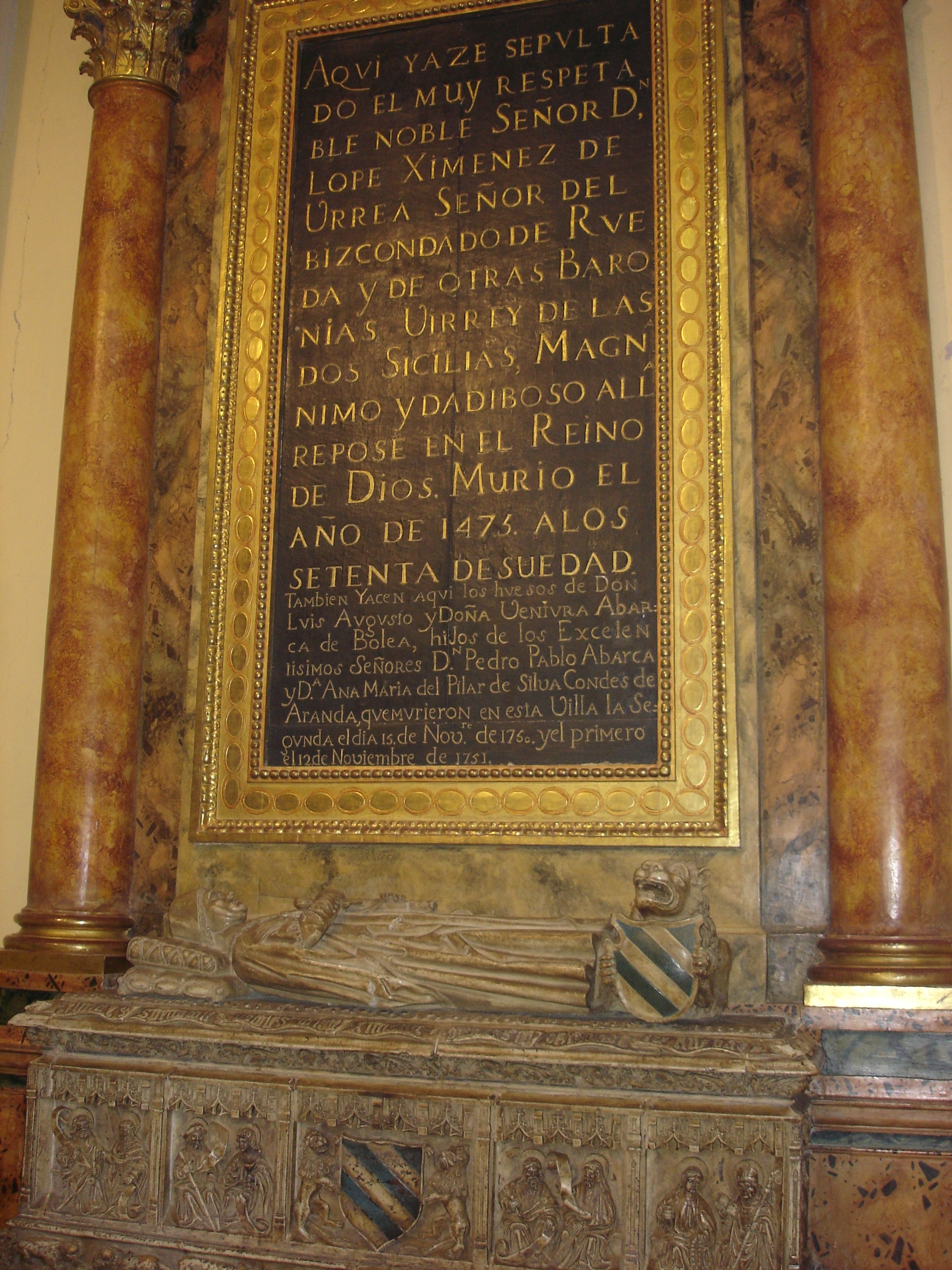
Tras la ceremonia de inhumación realizada el 14 de noviembre de 1798 tras la reforma del templo durante la vida del X conde de Aranda, además de inhumar en el sarcófago del virrey a su mujer, hijo y nieto, también se añadieron los sarcófagos de dos hijos del propio conde.

Tras sucesivas muertes sin herederos masculinos de sus descendientes el título de conde de Aranda recayó en los marqueses de Torres con Pedro de Alcántara Buenaventura Abarca de Bolea y Ximénez de Urrea a la cabeza, quien se convirtió en IX conde de Aranda y que quiso ser enterrado en la capilla de San Miguel de la Iglesia de Santa María la Mayor de Épila, que tras una dilatada reforma iniciada en el 1726 llevó a que en el 1769 el capítulo parroquial solicitara al ya entonces X conde de Aranda, Pedro Pablo Abarca de Bolea y Ximénez de Urrea, el permiso para  demoler el panteón dinástico y el paso a la tribuna que la casa tenía en la parroquia por ser necesario para el desarrollo de los trabajos por lo que el conde se comprometió a la construcción de una nueva capilla, que terminó siendo la del Santo Cristo y en donde se recolocó el sepulcro del virrey bajo un arcosolio que le evocaba. 
Finalmente el 14 de noviembre de 1798 se reinhumaron los restos del virrey aunque con los estudios antropológicos realizados en la campaña de restauración del sepulcro realizados en el 2010, se pudo confirmar que en esta reinhumación se incluyeron los restos óseos del virrey junto con los de su esposa Catalina de Centelles, su hijo Lope Ximénez de Urrea y su nieto Miguel Ximénez de Urrea. Además de los dos sarcófagos que según la inscripción incorporada a la parte baja del epitafio, corresponden a Luis Augusto y Ventura Abarca de Bolea, hijos del X conde de Aranda y su primera esposa, Ana María Fernández de Híjar, fallecidos respectivamente en 1751 y 1750.

## Matrimonio y descendencia
Se casó primero con Beatriz Ruiz de Lihori, hija de Gil Ruiz de Lihori, gobernador de Aragón y hermana del futuro vizconde de Gagliano, en Sicilia, aunque se desconoce la fecha de la firma de las capitulaciones matrimoniales, así como la fecha y motivo de su fallecimiento, con ella tuvo a:
- Pedro, muerto joven.
- Beatriz, casada en 1452 con Francesc Gilabert de Centelles, barón de Nules y conde de Oliva.

Tras la muerte de su primera esposa contrajo matrimonio con su segunda esposa Calataiuba o Catalina de Centelles y Ximénez de Calatayud, miembro de una rama cadete de los Centelles al ser hija de la II condesa de Gayano, Oria Ximénez de Calatayud, y de Aymerich de Centelles, pariente del conde de Oliva. Con ella tuvo a:
- Lope Ximénez de Urrea y Centellas (Catania, 1449-1490, Épila), su heredero y futuro I conde de Aranda.[5]
- Pedro de Urrea (-d.1465), acompañó a su padre a menudo en Sicilia donde llegó a ser maestro portolano de la isla que era un funcionario encargado del cierre de las murallas. En el testamento realizado por su padre el 23 de noviembre de 1464, antes de su muerte, le dejaba la baronía de Trasmoz y La Mata de Castilviejo, así como Arbaniés y Castejón de Arbaniés junto con cien mil sueldos jaqueses.

## Ascendencia
| \| \| \| \| \| \| \| \| \| \| \| \| \| \| \| \| \| \| \| \| 16. Juan Ximénez de Urrea \| \| \| \| \| \| \| \| \| \| \| \| \| \| \| \| \| \| \| \| \| \| \| \| \| \| \| \| \| \| \| \| \| \| \| \| \| \| \| \| \| \| \| \| \| \| \| \| \| \| \| \| \| \| 8. Ximeno de Urrea \| \| \| \| \| \| \| \| \| \| \| \| \| \| \| \| \| \| \| \| \| \| \| \| \| \| \| \| \| \| \| \| \| \| \| \| \| \| \| \| \| \| \| \| \| \| \| \| \| \| \| \| \| \| 17. María Ximénez de Atrosillo \| \| \| \| \| \| \| \| \| \| \| \| \| \| \| \| \| \| \| \| \| \| \| \| \| \| \| \| \| \| \| \| \| \| \| \| \| \| \| \| \| \| \| \| \| \| \| \| \| \| \| \| \| \| 4. Lope Ximénez de Urrea \| \| \| \| \| \| \| \| \| \| \| \| \| \| \| \| \| \| \| \| \| \| \| \| \| \| \| \| \| \| \| \| \| \| \| \| \| \| \| \| \| \| \| \| \| \| \| \| \| \| \| \| \| \| 18. Lope Fernández de Luna \| \| \| \| \| \| \| \| \| \| \| \| \| \| \| \| \| \| \| \| \| \| \| \| \| \| \| \| \| \| \| \| \| \| \| \| \| \| \| \| \| \| \| \| \| \| \| \| \| \| \| \| \| \| 9. María de Luna \| \| \| \| \| \| \| \| \| \| \| \| \| \| \| \| \| \| \| \| \| \| \| \| \| \| \| \| \| \| \| \| \| \| \| \| \| \| \| \| \| \| \| \| \| \| \| \| \| \| \| \| \| \| 19. Constanza Gil de Vidaurre \| \| \| \| \| \| \| \| \| \| \| \| \| \| \| \| \| \| \| \| \| \| \| \| \| \| \| \| \| \| \| \| \| \| \| \| \| \| \| \| \| \| \| \| \| \| \| \| \| \| \| \| \| \| 2. Pedro Ximénez de Urrea \| \| \| \| \| \| \| \| \| \| \| \| \| \| \| \| \| \| \| \| \| \| \| \| \| \| \| \| \| \| \| \| \| \| \| \| \| \| \| \| \| \| \| \| \| \| \| \| \| \| \| \| \| \| 5. Sancha Pérez de Heredia \| \| \| \| \| \| \| \| \| \| \| \| \| \| \| \| \| \| \| \| \| \| \| \| \| \| \| \| \| \| \| \| \| \| \| \| \| \| \| \| \| \| \| \| \| \| \| \| \| \| \| \| \| \| 1. Lope Ximénez de Urrea \| \| \| \| \| \| \| \| \| \| \| \| \| \| \| \| \| \| \| \| \| \| \| \| \| \| \| \| \| \| \| \| \| \| \| \| \| \| \| \| \| \| \| \| \| \| \| \| \| \| \| \| \| \| 24. Berenguer de Bardaxí \| \| \| \| \| \| \| \| \| \| \| \| \| \| \| \| \| \| \| \| \| \| \| \| \| \| \| \| \| \| \| \| \| \| \| \| \| \| \| \| \| \| \| \| \| \| \| \| \| \| \| \| \| \| 12. Ramón de Bardaxí \| \| \| \| \| \| \| \| \| \| \| \| \| \| \| \| \| \| \| \| \| \| \| \| \| \| \| \| \| \| \| \| \| \| \| \| \| \| \| \| \| \| \| \| \| \| \| \| \| \| \| \| \| \| 25. María Sánchez de Liñán \| \| \| \| \| \| \| \| \| \| \| \| \| \| \| \| \| \| \| \| \| \| \| \| \| \| \| \| \| \| \| \| \| \| \| \| \| \| \| \| \| \| \| \| \| \| \| \| \| \| \| \| \| \| 6. Berenguer de Bardaxí \| \| \| \| \| \| \| \| \| \| \| \| \| \| \| \| \| \| \| \| \| \| \| \| \| \| \| \| \| \| \| \| \| \| \| \| \| \| \| \| \| \| \| \| \| \| \| \| \| \| \| \| \| \| 26. Juan Galíndez de Sesé \| \| \| \| \| \| \| \| \| \| \| \| \| \| \| \| \| \| \| \| \| \| \| \| \| \| \| \| \| \| \| \| \| \| \| \| \| \| \| \| \| \| \| \| \| \| \| \| \| \| \| \| \| \| 13. Leonor López de Sessé \| \| \| \| \| \| \| \| \| \| \| \| \| \| \| \| \| \| \| \| \| \| \| \| \| \| \| \| \| \| \| \| \| \| \| \| \| \| \| \| \| \| \| \| \| \| \| \| \| \| \| \| \| \| 27. Elvira López de la Torre \| \| \| \| \| \| \| \| \| \| \| \| \| \| \| \| \| \| \| \| \| \| \| \| \| \| \| \| \| \| \| \| \| \| \| \| \| \| \| \| \| \| \| \| \| \| \| \| \| \| \| \| \| \| 3. María de Bardaxí \| \| \| \| \| \| \| \| \| \| \| \| \| \| \| \| \| \| \| \| \| \| \| \| \| \| \| \| \| \| \| \| \| \| \| \| \| \| \| \| \| \| \| \| \| \| \| \| \| \| \| \| \| \| 28. Pedro Ram \| \| \| \| \| \| \| \| \| \| \| \| \| \| \| \| \| \| \| \| \| \| \| \| \| \| \| \| \| \| \| \| \| \| \| \| \| \| \| \| \| \| \| \| \| \| \| \| \| \| \| \| \| \| 14. Blas Ram \| \| \| \| \| \| \| \| \| \| \| \| \| \| \| \| \| \| \| \| \| \| \| \| \| \| \| \| \| \| \| \| \| \| \| \| \| \| \| \| \| \| \| \| \| \| \| \| \| \| \| \| \| \| 7. Isabel Ram y Lanaja \| \| \| \| \| \| \| \| \| \| \| \| \| \| \| \| \| \| \| \| \| \| \| \| \| \| \| \| \| \| \| \| \| \| \| \| \| \| \| \| \| \| \| \| \| \| \| \| \| \| \| \| \| \| 15. Aldonza Lanaja \| \| \| \| \| \| \| \| \| \| \| \| \| \| \| \| \| \| \| \| \| \| \| \| \| \| \| \| \| \| \| \| \| \| \| \| \| \| \| \| \| \| \| \| \| \| \| \| \| \| \| \| |                                |  |  |  |  |  |  |  |  |  |  |  |  |  |  |  |
| |                                |  |  |  |  |  |  |  |  |  |  |  |  |  |  |  |
| | 16. Juan Ximénez de Urrea      |  |  |  |  |  |  |  |  |  |  |  |  |  |  |  |
| |                                |  |  |  |  |  |  |  |  |  |  |  |  |  |  |  |
| |                                |  |  |  |  |  |  |  |  |  |  |  |  |  |  |  |
| | 8. Ximeno de Urrea             |  |  |  |  |  |  |  |  |  |  |  |  |  |  |  |
| |                                |  |  |  |  |  |  |  |  |  |  |  |  |  |  |  |
| |                                |  |  |  |  |  |  |  |  |  |  |  |  |  |  |  |
| | 17. María Ximénez de Atrosillo |  |  |  |  |  |  |  |  |  |  |  |  |  |  |  |
| |                                |  |  |  |  |  |  |  |  |  |  |  |  |  |  |  |
| |                                |  |  |  |  |  |  |  |  |  |  |  |  |  |  |  |
| | 4. Lope Ximénez de Urrea       |  |  |  |  |  |  |  |  |  |  |  |  |  |  |  |
| |                                |  |  |  |  |  |  |  |  |  |  |  |  |  |  |  |
| |                                |  |  |  |  |  |  |  |  |  |  |  |  |  |  |  |
| | 18. Lope Fernández de Luna     |  |  |  |  |  |  |  |  |  |  |  |  |  |  |  |
| |                                |  |  |  |  |  |  |  |  |  |  |  |  |  |  |  |
| |                                |  |  |  |  |  |  |  |  |  |  |  |  |  |  |  |
| | 9. María de Luna               |  |  |  |  |  |  |  |  |  |  |  |  |  |  |  |
| |                                |  |  |  |  |  |  |  |  |  |  |  |  |  |  |  |
| |                                |  |  |  |  |  |  |  |  |  |  |  |  |  |  |  |
| | 19. Constanza Gil de Vidaurre  |  |  |  |  |  |  |  |  |  |  |  |  |  |  |  |
| |                                |  |  |  |  |  |  |  |  |  |  |  |  |  |  |  |
| |                                |  |  |  |  |  |  |  |  |  |  |  |  |  |  |  |
| | 2. Pedro Ximénez de Urrea      |  |  |  |  |  |  |  |  |  |  |  |  |  |  |  |
| |                                |  |  |  |  |  |  |  |  |  |  |  |  |  |  |  |
| |                                |  |  |  |  |  |  |  |  |  |  |  |  |  |  |  |
| | 5. Sancha Pérez de Heredia     |  |  |  |  |  |  |  |  |  |  |  |  |  |  |  |
| |                                |  |  |  |  |  |  |  |  |  |  |  |  |  |  |  |
| |                                |  |  |  |  |  |  |  |  |  |  |  |  |  |  |  |
| | 1. Lope Ximénez de Urrea       |  |  |  |  |  |  |  |  |  |  |  |  |  |  |  |
| |                                |  |  |  |  |  |  |  |  |  |  |  |  |  |  |  |
| |                                |  |  |  |  |  |  |  |  |  |  |  |  |  |  |  |
| | 24. Berenguer de Bardaxí       |  |  |  |  |  |  |  |  |  |  |  |  |  |  |  |
| |                                |  |  |  |  |  |  |  |  |  |  |  |  |  |  |  |
| |                                |  |  |  |  |  |  |  |  |  |  |  |  |  |  |  |
| | 12. Ramón de Bardaxí           |  |  |  |  |  |  |  |  |  |  |  |  |  |  |  |
| |                                |  |  |  |  |  |  |  |  |  |  |  |  |  |  |  |
| |                                |  |  |  |  |  |  |  |  |  |  |  |  |  |  |  |
| | 25. María Sánchez de Liñán     |  |  |  |  |  |  |  |  |  |  |  |  |  |  |  |
| |                                |  |  |  |  |  |  |  |  |  |  |  |  |  |  |  |
| |                                |  |  |  |  |  |  |  |  |  |  |  |  |  |  |  |
| | 6. Berenguer de Bardaxí        |  |  |  |  |  |  |  |  |  |  |  |  |  |  |  |
| |                                |  |  |  |  |  |  |  |  |  |  |  |  |  |  |  |
| |                                |  |  |  |  |  |  |  |  |  |  |  |  |  |  |  |
| | 26. Juan Galíndez de Sesé      |  |  |  |  |  |  |  |  |  |  |  |  |  |  |  |
| |                                |  |  |  |  |  |  |  |  |  |  |  |  |  |  |  |
| |                                |  |  |  |  |  |  |  |  |  |  |  |  |  |  |  |
| | 13. Leonor López de Sessé      |  |  |  |  |  |  |  |  |  |  |  |  |  |  |  |
| |                                |  |  |  |  |  |  |  |  |  |  |  |  |  |  |  |
| |                                |  |  |  |  |  |  |  |  |  |  |  |  |  |  |  |
| | 27. Elvira López de la Torre   |  |  |  |  |  |  |  |  |  |  |  |  |  |  |  |
| |                                |  |  |  |  |  |  |  |  |  |  |  |  |  |  |  |
| |                                |  |  |  |  |  |  |  |  |  |  |  |  |  |  |  |
| | 3. María de Bardaxí            |  |  |  |  |  |  |  |  |  |  |  |  |  |  |  |
| |                                |  |  |  |  |  |  |  |  |  |  |  |  |  |  |  |
| |                                |  |  |  |  |  |  |  |  |  |  |  |  |  |  |  |
| | 28. Pedro Ram                  |  |  |  |  |  |  |  |  |  |  |  |  |  |  |  |
| |                                |  |  |  |  |  |  |  |  |  |  |  |  |  |  |  |
| |                                |  |  |  |  |  |  |  |  |  |  |  |  |  |  |  |
| | 14. Blas Ram                   |  |  |  |  |  |  |  |  |  |  |  |  |  |  |  |
| |                                |  |  |  |  |  |  |  |  |  |  |  |  |  |  |  |
| |                                |  |  |  |  |  |  |  |  |  |  |  |  |  |  |  |
| | 7. Isabel Ram y Lanaja         |  |  |  |  |  |  |  |  |  |  |  |  |  |  |  |
| |                                |  |  |  |  |  |  |  |  |  |  |  |  |  |  |  |
| |                                |  |  |  |  |  |  |  |  |  |  |  |  |  |  |  |
| | 15. Aldonza Lanaja             |  |  |  |  |  |  |  |  |  |  |  |  |  |  |  |
| |                                |  |  |  |  |  |  |  |  |  |  |  |  |  |  |  |
| |                                |  |  |  |  |  |  |  |  |  |  |  |  |  |  |  |